# Kagså Kollegiet
Kagså Kollegiet er et kollegium placeret i Gladsaxe, tæt på Herlev Hospital. Kollegiet indeholder 308 lejemål der ligger på et stort åbent område, der skråner svagt mod Kagsåen.
Kagså Kollegiet adskiller sig fra mange andre kollegier ved at have plads til familier med børn samt – for visse lejemåls vedkommende – også husdyr.   

## Historie
Kagså Kollegiet blev stiftet som selvejende institution i 1964 af De Unges Boligaktion, Danske Studerendes Fællesråd og Studierådet ved Københavns Universitet. I 1965 udarbejdede arkitekt Aage Hartvig Petersen en skitse, der dannede grundlag for det endelige projekt.
På grund af stridigheder i bestyrelsen, blev repræsentanterne fra Danske Studerendes Fællesråd og Studierådet ved Københavns Universitets udskiftet med repræsentanter for Lærerstuderendes Landsråd, Studierådet ved Danske Teknika samt Gladsaxe Kommune. Dette, sammen med andre praktiske problemer, medførte, at byggeriet først kom i gang i sommeren 1968, og de første blokke stod færdige til indflytning i efteråret 1969.